# Walter Lipgens
Walter Lipgens (* 12. Juni 1925 in Düsseldorf; † 29. April 1984 in Saarbrücken) war ein deutscher Historiker.

## Leben und Wirken
Walter Lipgens besuchte das Schillergymnasium in Münster. Nach dem Abitur leistete er Kriegsdienst und studierte seit 1943/44 Geschichte, Philosophie sowie deutsche und lateinische Philologie an der Universität Tübingen. Dort wurde er 1948 bei Rudolf Stadelmann mit einer Arbeit über den Kardinal Johannes Gropper promoviert. Während seines Studiums wurde er in starkem Maß von Romano Guardini beeinflusst. Seine Arbeit begann er zunächst im Bereich der Kirchengeschichte.
Nach der Promotion arbeitete Lipgens zunächst als Assistent Kurt von Raumers an der Universität Münster. Im Jahr 1951 erhielt er ein Habilitationsstipendium der Deutschen Forschungsgemeinschaft, 1955 eine Stelle als wissenschaftlicher Referent am Forschungsinstitut der Deutschen Gesellschaft für Auswärtige Politik in Bonn.
Im Jahr 1960 habilitierte sich Lipgens an der Universität Heidelberg mit einer von Werner Conze betreuten Schrift über Ferdinand August von Spiegel. 1967 wurde er als Nachfolger von Heinrich Lutz zum Professor für Neuere Geschichte an der Universität des Saarlandes berufen und blieb bis zu seinem Tod in Saarbrücken.
Im Jahr 1968 wurde Lipgens zum korrespondierenden Mitglied der Historischen Kommission für Westfalen gewählt. Nach den akademischen Qualifikationsarbeiten auf dem Feld der Katholizismusforschung profilierte sich Lipgens insbesondere als Historiker des Europäischen Einigungsprozesses. Sein bekanntester Schüler ist Wilfried Loth. Lipgens' Nachlass ist im Historischen Archiv der Europäischen Union überliefert.

## Schriften (Auswahl)
Monografien
- Kardinal Johannes (1503–1559) und die Anfänge der katholischen Reform in Deutschland. Aschendorff, Münster 1951.
- Die katholische Kirche und der Staat. Schwann, Düsseldorf 1957.
- John Henry Newman. Auswahl und Einleitung, Fischer, Frankfurt am Main 1958.
- Ferdinand August Graf Spiegel und das Verhältnis von Kirche und Staat 1789–1835. Die Wende vom Staatskirchentum zur Kirchenfreiheit. 2 Teilbände. Aschendorff, Münster 1965.
- Europa-Föderationspläne der Widerstandsbewegungen 1940–1945. Eine Dokumentation (= Schriftenreihe des Forschungsinstituts der Deutschen Gesellschaft für Auswärtige Politik. Band 26). Oldenbourg, München 1968.
- Die europäische Integration. Klett, Stuttgart 1972, ISBN 3-12-428500-X (2. Aufl. 1986).
- Die Anfänge der europäischen Einigungspolitik. Klett, Stuttgart 1977.

Herausgeberschaften
- Sources for the history of the European integration 1945–1955. A guide to archives in the countries of the community (= Publications of the European University Institute, Band 4). Sijthoff, Leyden 1980, ISBN 90-286-0769-2.
- Documents on the history of the European integration. 4 Bände. De Gruyter, Berlin 1985–1991 (weitergeführt von Wilfried Loth).
- 45 Jahre Ringen um die europäische Verfassung. Dokumente 1939-1984. Von den Schriften der Widerstandsbewegung bis zum Vertragsentwurf des Europäischen Parlament. Europa-Union-Verlag, Bonn 1986, ISBN 3-7713-0267-6.